# Gröde
Gröde (en danés: Grøde, frisio septentrional Groue) es un municipio del distrito de Nordfriesland, del estado de Schleswig-Holstein, Alemania. Posee 11 habitantes, lo que lo convierte en el tercer municipio menos poblado de Alemania. Los habitantes se dedican al turismo y la agricultura. Gröde tiene el distrito electoral más pequeño del país, informando de los resultados prácticamente al cerrar las urnas.